# Журавльовка (Макушинський округ)
Журавльо́вка (рос. Журавлёвка) — присілок у складі Макушинського округу Курганської області, Росія. 
Населення — 225 осіб (2010, 296 у 2002).
Національний склад станом на 2002 рік:
- росіяни — 56 %